# Conrad II de Bourgogne
Pour les articles homonymes, voir Conrad.
Conrad II de Bourgogne, né vers 835 et mort en 876, fils du welf Conrad Ier de Bourgogne et d'Adélaïde de Tours, est comte d'Auxerre et comte-abbé du ducatus de Bourgogne Transjurane de 864 à 869, date à laquelle il fut destitué par Charles II le Chauve. Il avait hérité de son père le comté d'Auxerre, puis reçu du roi Lothaire II en 864 l'abbatiat de Saint Maurice d'Agaune en même temps que le ducatus de Transjurane après la révolte et la destitution de son prédécesseur Hubert.
Il épousa : 
- Judith de Frioul, fille du marquis Eberhard de Frioul, avec laquelle il eut une fille Aldegonde ;
- Waltrade ou Ermentrude de Wormsgau avec laquelle il eut : 
  - Adélaïde, mariée à Richard II "Le Justicier" d'Autun ou de Bourgogne (858-921),
  - Rodolphe Ier de Bourgogne, (v. 859 - † 912), comte d'Auxerre et ducatus de Bourgogne Transjurane de 876 à 888 puis roi de Bourgogne Transjurane de 888 à 912.